# 竹井みどり
竹井 みどり（たけい みどり、1959年〈昭和34年〉3月14日 - ）は、日本の女優。本名同じ。
長野県諏訪市出身。堀越高等学校卒業。向日葵企画、西村事務所、エムオフィスに所属していた。

## 人物
14歳で劇団いろはに入団して芸能界入りし、「武井みどり」名義で端役を務めた後、堀越高等学校普通科2年在学中の1975年に銀河テレビ小説『ドラマでつづる昭和シリーズ2 青春』（NHK）で女優デビュー。1977年には東映の特撮テレビドラマ『大鉄人17』にレギュラー出演。そのほか、少年ドラマシリーズ『野菊の墓』（NHk）、『熱中時代 刑事編』（日本テレビ）などに出演して清純派女優の道を歩むが、1982年のにっかつロマンポルノ『キャバレー日記』で主演し新境地を開く。
1992年から『ミナミの帝王』（OV版）で演じた探偵・矢吹麻子役が当たり役となり、通算9年間出演した。また、幾度かイメージビデオや写真集がリリースされている。
趣味は、ドライブ、F1観戦、パラグライダー。

## 出演

### テレビドラマ
- 仮面ライダーシリーズ（東映）
  - 仮面ライダーX 第22話「恐怖の大巨人! キングダーク出現!!」（1974年、毎日放送） - 通行人 ※「武井みどり」名義
  - 仮面ライダー555 第1話「旅の始まり」（2003年、テレビ朝日） - 木場勇治の母
- 右門捕物帖/第29話「狙われた女」(1974年、NET)
- 銀河テレビ小説 / ドラマでつづる昭和シリーズ2 青春（1975年、NHK総合） - 和子
- 少年ドラマシリーズ / 野菊の墓（1975年、NHK総合）
- 非情のライセンス 第2シリーズ 第18話「兇悪の父子」（1975年、NET / 東映） - 女子高校生
- 銭形平次（フジテレビ / 東映）
  - 第486話「十手に散った白い蟻」（1975年） - お糸
  - 第561話「八五郎大いに嘆く」（1977年） - おこう
  - 第827話「簪は知っていた」（1982年） - お秋
  - 第873話「脱獄死刑囚」（1984年） - おとき
  - 第888話「ああ十手ひとすじ!!八百八十八番大手柄」（1984年） - お袖
- 日本沈没 第19話「さらば・函館の町よ」（1975年、TBS） - ゆり
- 夜明けの刑事（TBS / 大映テレビ）
  - 第19話「宝くじブーム殺人事件」（1975年）
  - 第32話「学校の先生の秘密!!」（1975年）　- 北村まゆみ
- 大河ドラマ（NHK総合）
  - 風と雲と虹と 第50回「藤太と将門」（1976年） - 少女
  - 花神 （1977年） - 三瀬高子
- 男たちの旅路 第2部 第2話「冬の樹」（1977年、NHK総合） - 美子
- 大鉄人17（1977年、毎日放送 / 東映） - 佐原千恵
- 特捜最前線（テレビ朝日 / 東映）
  - 第32話「殉職・涙と怒りの花一輪」（1977年） - 宮本幸子
  - 第43話「通り魔・長距離ランナーを追え!」（1978年）
  - 第65話「深夜DJ・情死を売る女!」（1978年）
  - 第90話「ジングルベルと銃声の町!」（1979年）
  - 第214話「バラの花殺人事件」（1981年）
  - 第304話、第305話「炎の女」（1983年）
- ナッキーはつむじ風（1978年 - 1980年、TBS）
- ポーラテレビ小説 / 夫婦ようそろ（1978年、TBS） - 妙子
- Gメン'75（TBS / 東映）
  - 第130話「一卵双生児殺人事件」（1977年） - 大町ミチコ
  - 第180話「トンネルに消えた女子高生」（1978年） - 藤平信子
  - 第197話「非行少女ミキ」（1979年） - 早川ミキ
  - 第199話「土曜日にネズミを殺せ!」（1979年）
  - 第243話「奇妙な男と女のギャング」（1980年） - 石原真奈美
  - 第263話「痴漢のアリバイ」（1980年） - 大塚民子
  - 第267話「Gメン対世界最強の香港カラテ」、第268話「Gメン対世界最強の香港カラテPART2」（1980年） - 龍英傑（ブルース・リィ）の妹・麗麗
  - 第314話「赤いレインコートの暗殺者」（1981年） - 井沢サチコ巡査
  - 第335話「女刑事に恐怖が這い寄る時」（1981年） - マサヨ
- 熱中時代（日本テレビ）
  - 先生編 第1シリーズ 第5話「ぼくの先生はフィーバー」（1978年11月3日）- 牧村英子
  - 刑事編（1979年）- 潮田めぐみ
- 破れ新九郎 第9話、第10話「新九郎西伊豆へ走る!（前編、後編）」（1978年、テレビ朝日 / 中村プロ） - 小雪
- 江戸の激斗 第24話「必死の脱出!!」（1979年、フジテレビ / 東宝） - 梨絵
- 西遊記II 第15話「黄金妖怪 婿どの買います」（1980年、日本テレビ / 国際放映）- 美香
- 西部警察（テレビ朝日 / 石原プロ）
  - 第38話「遥かなる故郷」（1980年） - 前川千恵
  - 第57話「挑戦」（1980年） - 酒井由美
  - 第121話「無法の街に愛と勇気を!」（1982年）- 須藤弓子
- 大江戸捜査網 （12ch→テレビ東京 / 三船プロ）
  - 第469話「汚れた顔の天使達」（1980年） - おのぶ
  - 第541話「飛脚屋殺し 白い肌の裏切り」（1982年） - おなつ
  - 第589話「連続暴行魔 女風呂の罠」（1983年） - お京
  - 第609話「恐怖! 妖しく誘う魔性剣」（1983年） - おつる
- 鉄道公安官 第38話「女子大生探偵旅行」（1980年、テレビ朝日 / 東映）
- 将軍 SHŌGUN（1980年、NBC） - その
- 必殺シリーズ（朝日放送 / 松竹）
  - 必殺仕事人（1980年）
    - 第34話「釣技透かし攻め」 - お初
    - 第56話「外し技釣鐘からくり割り」 - お糸
    - 第78話「疾風技浮世節無情斬り」 - お芳

  - 新・必殺仕事人
    - 第24話「主水泣いて減食する」（1981年） - おくみ
    - 第41話「主水父親捜しする」（1982年） - おゆき

  - 必殺仕舞人 第12話「おちゃれ節騙した男へ波しぶき - 紀伊 -」（1981年） - おみつ
  - 必殺仕事人III 第11話「恋の重荷を背負ったのは秀」（1982年） - お六
  - 必殺橋掛人 第2話「佃島のおとめ魚を探ります」（1985年） - おきみ
- ぼくら野球探偵団 第2話「ねらわれた豆本」（1980年） - 若木みどり
- 土曜ドラマ（NHK総合）
  - わが青春のブルース（1981年）
- 暴れん坊将軍シリーズ（テレビ朝日 / 東映）
  - 吉宗評判記 暴れん坊将軍 第158話「地獄の鐘は暮六つに鳴る」（1981年） - おたか
  - 暴れん坊将軍II
    - 第32話「潜入! 花のお江戸の三人娘」（1983年） - お勝
    - 第74話「猫に小判の父娘船!」（1984年） - お袖
    - 第103話「一大事! 花嫁候補勢揃い!」（1985年） - お夏
- ウルトラマン80 第17話、第18話「魔の怪獣島へ飛べ!!（前編、後編）」（1980年、TBS / 円谷プロ） - 星沢子
- 旅がらす事件帖 第20話「激突! 恐怖の阿修羅太鼓」（1981年、関西テレビ / 国際放映） - 蔦枝
- 警視庁殺人課 第19話「恐怖のロープウェイ 死の脱出」（1981年、テレビ朝日 / 東映）
- 結婚したい女（1981年、毎日放送 / 松竹）
- 大岡越前 第6部（1982年、TBS / C.A.L）
  - 第4話「オランダ先生拳法仁術」 - お袖
  - 第27話「殺生禁断!鯉の罠」 - おけい
- 文吾捕物帳 第19話「犯された女の復讐」（1982年、テレビ朝日 / 三船プロ）
- 源九郎旅日記 葵の暴れん坊 第20話「燃やせ玄海 男の炎」」（1982年、テレビ朝日 / 東映）
- 影の軍団シリーズ（関西テレビ / 東映）
  - 影の軍団II 第11話「真夜中に上る死の煙」（1981年）
  - 影の軍団III 第8話「おんな牢に潜入せよ」（1982年）
  - 影の軍団IV 第25話「幻の少女・私を殺さないで」（1985年）
- 噂の刑事トミーとマツ 第2シリーズ 第27話「トミマツ卒倒! 出たァアメリカ仕込みの蛇女」（1982年、TBS / 大映テレビ） - マリコ
- ザ・ハングマンシリーズ（朝日放送 / 松竹芸能）
  - ザ・ハングマン 第37話「悪のカゲに浮気妻あり」（1981年） - 西山早苗
  - ザ・ハングマンII 第20話「美人姉妹の危険な就職」（1982年） - 石原京子（大星物産社長秘書）
  - ザ・ハングマンV 第5話「慰謝料四千万が離婚屋に狙われる!」（1986年） - 柏木夫人
- 陽あたり良好! 第15話「海と螢と私の夏」（1982年、日本テレビ / 東宝）
- 斬り捨て御免! 第3シリーズ 第14話「生き地獄女悪鬼の棲む館」（1982年、テレビ東京） - あけび
- 柳生十兵衛あばれ旅 第14話「燃える女の館」（1983年、テレビ朝日 / 東映） - 小春
- 大奥 第6話「一に引き二に運三に器量」、第7話「種馬とれんげ草」（1983年、関西テレビ / 東映） - お弓
- 遠山の金さん 第1シリーズ （テレビ朝日 / 東映）※高橋英樹版
  - 第56話「炎の慕情! おんな火消の鉄火纏」（1983年） - おしん
  - 第138話「魔の館・悪女を泣かせた浪花の母!」（1985年）- お紋
- 太陽にほえろ!（日本テレビ / 東宝）
  - 第567話「純情よ、どこへゆく」（1983年） - 水原夏子
  - 第650話「山村刑事左遷命令」（1985年） - 小田佳美
  - 第703話「加奈子」（1986年） - 森口加奈子
- 乾いて候・お毒見役必殺剣 (1984年、フジテレビ） - お紋
- 流れ星佐吉 第12話「女医は大涙に濡れて」（1984年、関西テレビ / 松竹）
- 暴れ九庵 第3話「女の指・その愛」（1984年、関西テレビ / 東宝） - おはん
- 私鉄沿線97分署（テレビ朝日 / 国際放映）
  - 第10話「年忘れラストショー!」（1984年） - 榎戸よしこ
  - 第75話「ノゾキ魔より愛をこめて!?」（1986年） - 蟹江文子
- 土曜ワイド劇場 / 牟田刑事官事件ファイル（テレビ朝日 / C.A.L）
  - 第2作「女たちの殺人パーティー」（1985年5月11日） - 光総子
  - 第28作「横浜〜南紀勝浦連続殺人!」（2000年） - 永井ユキ子
- 気分は名探偵 第21話「ハードボイルドが愛した女」（1985年、日本テレビ / ユニオン映画） - 三村涼子
- スーパーポリス 第14話「黙れ!芸能レポーター殺人事件」（1985年、TBS / 近藤照男プロ）
- 新鋭ドラマシリーズ「知りすぎた男」（1985年3月10日、TBS） - 尚子
- イエスの方舟（1985年12月9日、TBS） - 多津子
- 夏樹静子サスペンス 二度とできない（1986年4月28日、関西テレビ）
- 家庭の問題（1987年 - 1990年、TBS）
- あぶない刑事シリーズ（日本テレビ / セントラル・アーツ）
  - あぶない刑事 第33話「生還」（1987年） - 藤城敬子
  - もっとあぶない刑事 第21話「傷口」（1989年） - 加瀬ゆう子
- 火曜サスペンス劇場（日本テレビ）
  - 花嫁は眠れない（1987年） - 早川典子
  - 日本テレビ開局35周年特別企画 花園の迷宮（1988年3月、東映） - 山吹
  - 私の青春売ります（1988年8月2日）‐ 伊藤みどり
  - 殺意の爪（1989年8月、エイジェント21） - 窪田景子
  - 明日を待つ女（1990年、アズバーズ） - 工藤美也子
  - たそがれに愛をこめて 〜心臓外科医と死刑囚〜（1990年10月、Eiho） - レポーター
  - 弁護士・朝日岳之助3 殺意の法廷（1991年） - 野々口幸代
  - 地方記者・立花陽介1 伊豆下田通信局（1993年） - 福本真実
  - 警視庁鑑識課（1996年） - 落合静子
  - わが町Ⅸ（1997年） - 古池紗耶
  - 刑事・鬼貫八郎9 沈黙の函（1999年） - 滝川千鶴子
  - 取調室10（1999年） - 井坂レイ
  - 弁護士・高林鮎子26 雲仙長崎旅路の果て（2000年） - 曽田知子
- 銭形平次 第8話「人情、雛祭り」（1987年、日本テレビ / ユニオン映画） - お銀
- ザ・スクールコップ 第11～13話「夏休みの事件簿①～③」（1988年、フジテレビ / 大映テレビ）
- 三匹が斬る! 第16話「二人妻、討つか討たぬか蒸発侍」（1988年、テレビ朝日 / 東映） - おりん
- さすらい刑事旅情編 第3話「函館本線・小樽の女」（1988年、テレビ朝日 / 東映） - 三上亮子
- とんぼ（1988年、TBS）
- はぐれ刑事純情派 第1シリーズ 第1話「密告者は美人靴みがき」（1988年、テレビ朝日 / 東映）
- 愛と復讐の海（TBS）
- 八百八町夢日記 第1シリーズ SP1「夢を追って」（1989年、日本テレビ / ユニオン映画） - おしん
- 女ねずみ小僧 第12話「爆殺指令! ダイナマイトど〜ん」（1989年、フジテレビ / C.A.L） - おせん
- 鬼平犯科帳（フジテレビ / 松竹）
  - 第1シリーズ 第6話「むっつり十蔵」（1989年） - おふじ
  - 第3シリーズ 第4話「火付け船頭」（1991年） - おさき
- 男たちの運動会（1989年、NHK総合）
- 丹波哲郎のミステリー劇場 第4話「窓の中の女」（1989年、テレビ朝日
- 第1シリーズ 第12話「過去から来た女」（1990年） - 小菊 役
- 第2シリーズ 第2話「吉原慕情」（1993年） - つるじ 役
- あいつがトラブル VOL.10「刑事と泥棒大脱走」（1990年、フジテレビ / キティ・フィルム）
- ウッチャンナンチャンのコンビニエンス物語（1990年、テレビ東京 / ニユーテレス）
- 刑事貴族 第1話「その時、狼は目覚めた」（1990年、日本テレビ / 東宝）
- ザ・刑事 第12話（1990年、テレビ朝日 / 東宝） - 滝口節子
- あばれ八州御用旅　第7話「旅人平八郎涙をかくす三度笠」（1990年、テレビ朝日） - おたき
- 名奉行 遠山の金さん 第3シリーズ 第19話「毒薬を買う女」（1991年、テレビ朝日 / 東映） - おりは
- 七人の女弁護士 第7話 「魔性の女の完全犯罪!? 離婚殺人の怪しい罠…」」（1991年、テレビ朝日） - 藤村敏江
- 華の宴（1991年、よみうりテレビ）
- 長七郎江戸日記 第3シリーズ 第32話「肩よせ合って」（1991年、日本テレビ / ユニオン映画） - お雪
- 妄執の夏（1991年、毎日放送）
- 影狩り（1992年、フジテレビ） - おぬい
- テレビ東京月曜9時枠の連続ドラマ / 女は二度生まれる（1991年、テレビ東京） - 篠原美鈴
- 不思議サスペンス / 汽笛（1992年8月31日、関西テレビ / 東宝）
- 夏の嵐!（1992年、東海テレビ） - 黒田令子
- 半七捕物帳 第19話「半七危機に立つ!」（1992年、日本テレビ / ユニオン映画） - お沢
- 豆腐屋直次郎の裏の顔 第6話「美人弁護士は刑事のガードマンつき」（1992年、朝日放送 / アズバーズ） - 須貝尚子弁護士
- 往診ドクター事件カルテ 第2話「命を賭けた恋」（1992年、朝日放送） - 大久保マサヨ
- 闇を斬る!大江戸犯科帳 第13話「捨て猫を拾う男」（1993年、日本テレビ / ユニオン映画）- お登和
- 江戸の用心棒 第20話「汚された恋文」（1995年、日本テレビ / ユニオン映画） - 小りん
- ドラマ30（毎日放送）
  - もう大人なんだから!（1996年） - 倉田志津子
  - 表層家族（1998年）- えみ子
  - ドレミソラ（2002年、毎日放送） - 中野文子
- さむらい探偵事件簿 第3話「嘘つき天使の夢芝居」（1996年、日本テレビ / ユニオン映画）- おもん（おはつ）
- なっちゃん家 第3話「なっちゃん家の電話」（1998年、テレビ朝日）
- 賭事女王 第10話（1999年、フジテレビ） - エメラルド
- 救命病棟24時 第1シリーズ 第4話「妻への贈り物」（1999年、フジテレビ） ‐ 菊池美和  ※欠番作品
- ホーム&アウェイ 第8話「父の手がかりは立てこもり犯!?」（2002年、フジテレビ） - 八雲邦子
- 盲導犬クイールの一生 第7話「ありがとうクイール」（2003年、NHK総合） - 渡辺祺子
- 警視庁鑑識班2004 第2回（2004年、日本テレビ） - 近藤一二美
- 牡丹と薔薇（2004年、東海テレビ / ビデオフォーカス） - 葵笛子
- 相棒 season4 第10話「殺人生中継」（2005年、テレビ朝日 / 東映） - 仁科真由美（セントラルテレビアナウンス部部長）
- 偽りの花園（2006年、東海テレビ / 東宝） - 町田園江
- こんにちは、母さん（2007年、NHK総合）
- 月曜ゴールデン / 狩矢警部シリーズ 第3作「京都茶道三姉妹殺人事件」（2007年7月、TBS / 東映） - 伊集院信子

### その他のテレビ番組
- 一枚の写真（CX）
- マリーアントワネット～女のウワサ～（2007年、CX）[9]

### 映画
- 血を吸う薔薇（1974年、東宝）
- 童貞（1975年、松竹）
- 男組 少年刑務所（1975年、東映） - 山際涼子 ※「武井みどり」名義
- 多羅尾伴内（1978年、東映） - 川瀬ゆう子
- 走れトマト-にっぽん横断300キロ（1978年、日活）
- キャバレー日記（1982年、にっかつ） - 主演・宏美
- 化石の荒野（1982年、角川映画）
- 俺っちのウエディング（1983年、松竹） - 岡村たまき
- きみは風のように（1984年、綜芸）
- 愛・旅立ち（1985年、東宝） - 令子
- 徳川の女帝 大奥（1988年、シネ・ロッポニカ） - 主演・お美代
- くれないものがたり（1992年、パイオニアLDC） - 主演・室井燿子
- 私を抱いてそしてキスして（1992年、東映）
- ちぎれた愛の殺人（1993年、東京テアトル） - カズ
- 難波金融伝 ミナミの帝王シリーズ（ケイエスエス） - 矢吹麻子
  - 難波金融伝 ミナミの帝王 劇場版 PART V（1995年）
  - 難波金融伝 ミナミの帝王 劇場版 PART VI（1995年）
  - 難波金融伝 ミナミの帝王 劇場版 PART Ⅶ(1996年)
  - 難波金融伝 ミナミの帝王 劇場版 PART XIV 借金極道（2001年）
- 男たちのかいた絵（1996年、スコルピオン / シネマ・ドゥ・シネマ） - ヤク中の女
- ぷりてぃ・ウーマン（2003年、シネカノン）
- チルソクの夏（2004年、プレノンアッシュ） - 26年後の巴
- 同じ月を見ている（2005年、東映）
- 青空のゆくえ（2005年、メディアファクトリー / ムービーアイ・エンタテインメント） - 河原富子
- AXION アクション（2008年、ステイドリーム） - 里子

### オリジナルビデオ
- 難波金融伝・ミナミの帝王シリーズ（1992年 - 2000年、ケイエスエス）
- マル暴株式会社2・3（1994年、バンダイビジュアル）- 緒方綾
- 監禁逃亡 禁断の凌辱（1995年、ジャパンホームビデオ）
- 極道華の乱 姐対姐御（1995年、SHSプロジェクト） - 主演：大来香月
- Knife ナイフ（1996年、ケイエスエス）

### 舞台
- 夢千代日記
- 舞いの家

### CM
- 大正製薬
- 大沢商会

## 写真集
- 千夜物語 - 竹井みどり写真集 (1993年、ぶんか社) ISBN 4821120097
- 小樽ホテル - Midori Takei (1994年、アドベント映像/リイド社) ISBN 4845810905
- actress女優 act3（1999年、ぶんか社）ISBN 9784821122806

## イメージビデオ
- 漂流者（1992年、パックインビデオ）
- サザンドリーム灼熱のバリ（1993年、にっかつビデオ）